# Stora Grönlids naturreservat
Stora Grönlid är ett naturreservat i Rydaholms socken i Värnamo kommun i Jönköpings län.
Reservatet omfattar 25 hektar och är skyddat sedan 2008. Det är beläget 9 km söder om Rydaholms kyrka. Området är småkuperat och består av lummig ädellövskog.

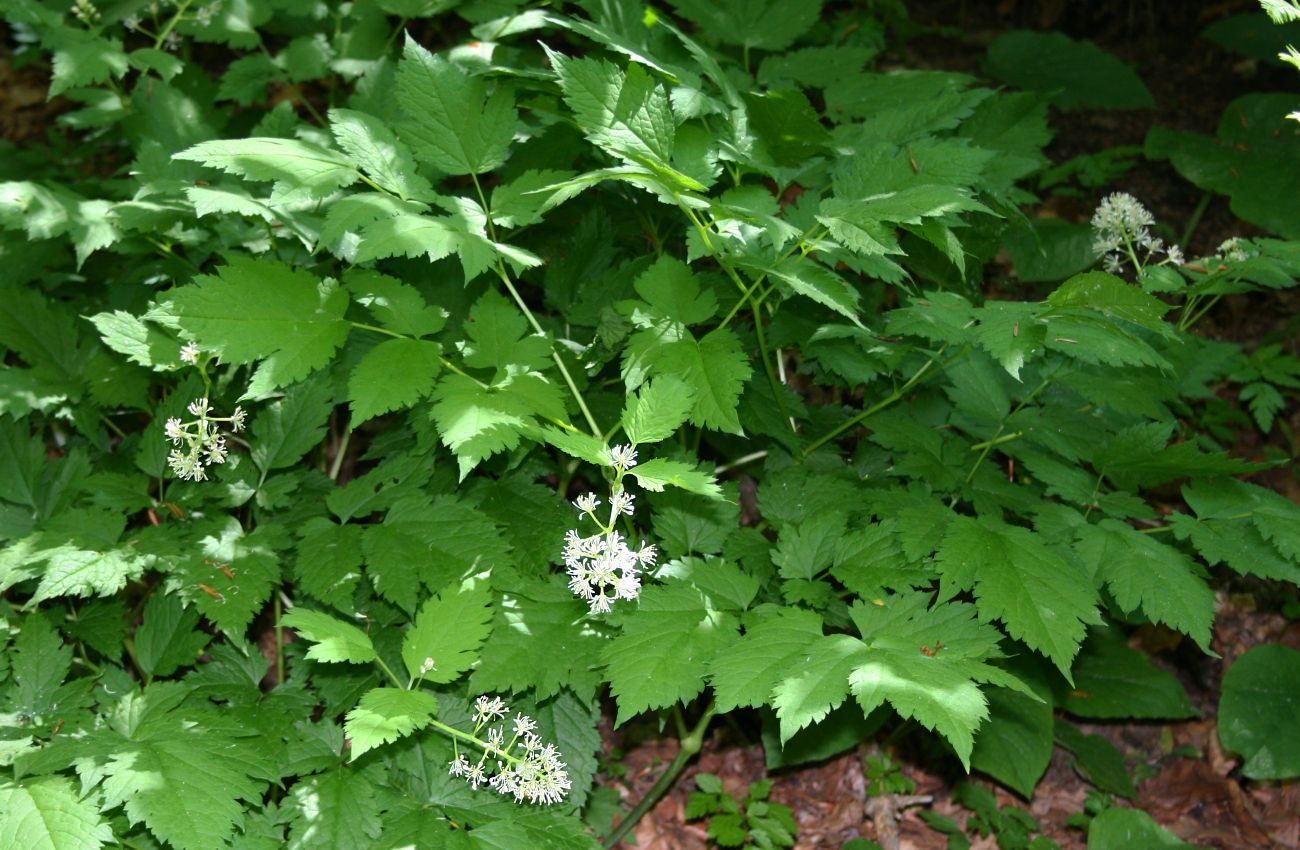
Trolldruva växer i området.

Skogen innehåller alla typer av ädellövträd utom avenbok. I den norra delen finns enstaka jätteträd av ek och bok. Tidigare har området mer bestått av slåtter- och betesmarker. Där växer ovanliga mossor och lavar som lundarv, tandrot, platt fjädermossa, bårdlav och fällmossa. I området finns inslag av blöta svackor och mindre mossepartier.